# Преферанс по пятницам
«Префера́нс по пя́тницам» — советская криминальная драма 1984 года.

## Сюжет
У молодого учёного-зоолога Алексея Шапошникова скоропостижно умирает отец, крупный торговый работник. Алексей, не веря в смерть от внезапной болезни, начинает собственное расследование и из записей, оставшихся после отца, находит странным игру в преферанс по пятницам, как и тех, кто в ней участвует. Своими подозрениями Шапошников-младший делится со следователем.
Фабула фильма отчасти перекликается с фабулой серии романов «87-й полицейский участок» американского писателя Эда Макбейна. В некоторых произведениях вышеуказанной серии главным антагонистом является глухой преступник. В романе серии, в котором «Глухой» появляется в первый раз, он сколачивает банду за игрой в покер.

## В ролях
- Александр Смирнов — Алексей Шапошников
- Екатерина Васильева — Тамара
- Кирилл Лавров — Георгий Сухобоков
- Вера Глаголева — Зина
- Юрий Горобец — Федоренко
- Людмила Аринина — Муха
- Владимир Ерёмин — Толик, сотрудник юридической консультации
- Пашутин Александр — глухой повар

## Съёмочная группа
- Режиссёр — Игорь Шешуков
- Сценаристы — Эдгар Дубровский
- Оператор — Иван Багаев
- Композитор — Вадим Биберган
- Монтажёр — Ирина Гороховская
- Звукооператор — Ася Зверева